# Nelson Doubleday junior
Nelson Doubleday Jr. (* 20. Juli 1933 in Oyster Bay, New York; † 17. Juni 2015 in Locust Valley, New York) war der Sohn von Nelson Doubleday und Enkel von Frank Nelson Doubleday, dem Gründer des Verlagskonzerns Doubleday. Von 1985 bis 2002 war er Miteigentümer der New York Mets.
Doubleday und Fred Wilpon standen einer Investorengruppe vor, die am 24. Januar 1980 die New York Mets für kolportierte 21,1 Millionen US-Dollar erwarb – die damalige Rekordsumme für ein amerikanisches Franchise-Unternehmen. 80 Prozent dieses Betrags wurden durch das Verlagshaus Doubleday Publishing Company aufgebracht. Am 14. November 1986 wurden diese Anteile für 80,75 Millionen US-Dollar von Doubleday und Wilpon übernommen. Im August 2002 einigten sich beide nach langdauernden Unstimmigkeiten, dass Wilpon die Mets zur Gänze übernehmen solle. Letztlich zahlte dieser Doubleday für dessen Hälfte an die 135 Millionen US-Dollar.
Seine Anteile am Doubleday-Konzern verkaufte Doubleday ebenfalls 1986 für 475 Millionen US-Dollar an Bertelsmann.
Rudyard Kipling (1865–1936) widmete ihm als dem Enkel seines Verlegers Frank Nelson Doubleday das Gedicht „If“.